# Merlo (San Luis)
Merlo is een plaats in het Argentijnse bestuurlijke gebied Junín in de provincie  San Luis. De plaats telt 11.159 inwoners.

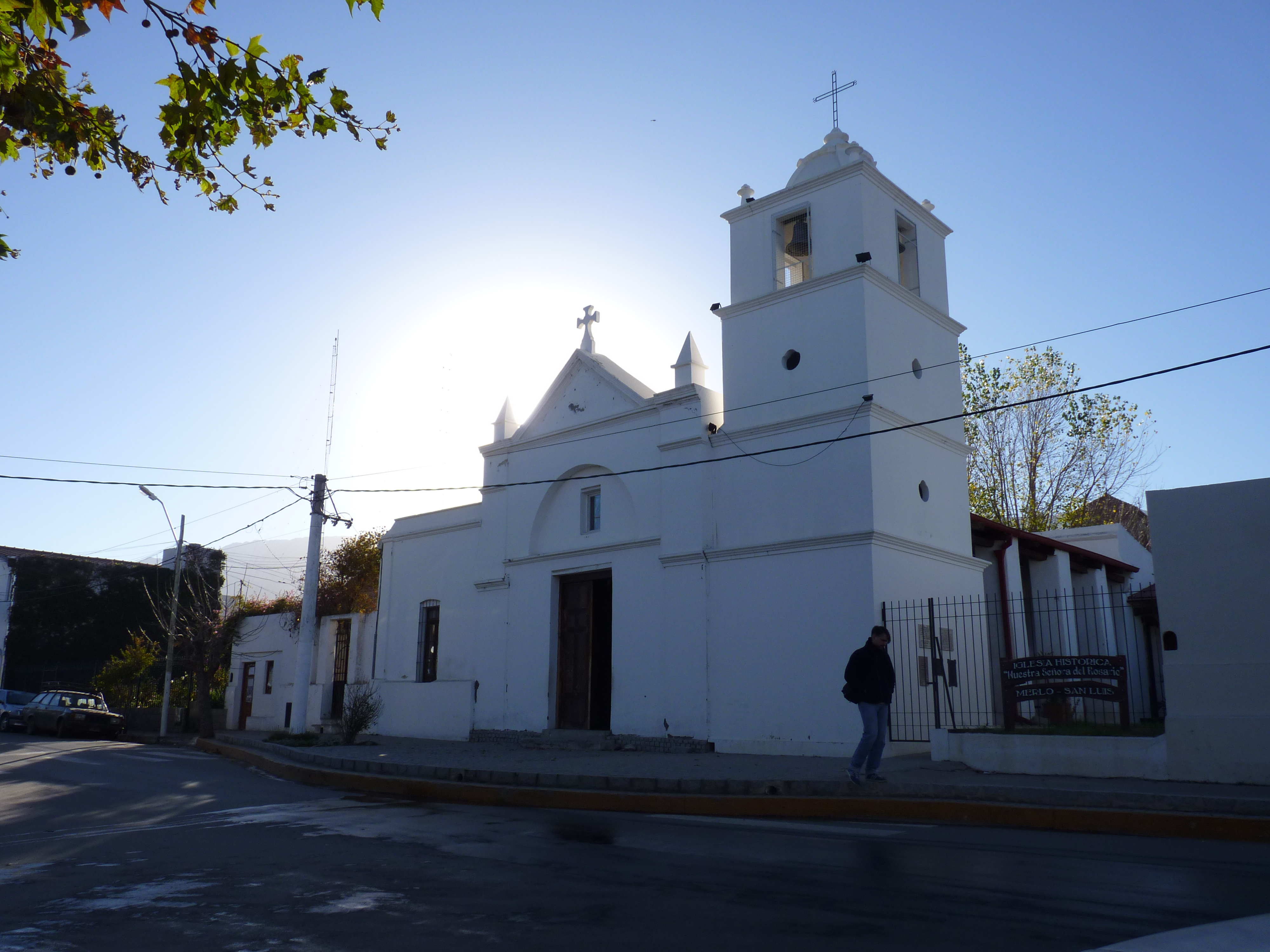
Kerk "Nuestra Señora del Rosario" in Merlo